# بروس فلمنج
بروس فلمنج (بالإنجليزية: Bruce Fleming)‏ هو مصور بريطاني، ولد في 1937 في تويكنهام في المملكة المتحدة.